# Herren kallar
Herren kallar är ett ofullbordat och opublicerat drama av Anne Charlotte Leffler, skrivet någon gång under 1860-talet. Manuskriptet till dramat finns bevarat i Kungliga biblioteket i Stockholm.